# 臺灣豫劇團
臺灣豫劇團（英語：Taiwan Bangzi Opera Company），隸屬於中華民國文化部，是中華民國國家級的豫劇（臺灣梆子）表演團體，同時是臺灣目前僅有的一個豫劇團，是國立傳統藝術中心的派出單位。

## 歷史
臺灣豫劇團可分為四個時期：中州豫劇團民營時期（1950年-1953年）、海軍陸戰隊飛馬豫劇隊時期（1953年-1996年）、國立國光劇團豫劇隊時期（1996年-2008年）、國立傳統藝術中心臺灣豫劇團（2008年至今）。

### 中州豫劇團時期
豫劇表演藝術家張岫雲和她的愛人李久濤，在1950年隨中華民國國軍黄杰部隊，從河南撤到越南富國島，滯留在法軍管轄區，在當時政工團支持下，張岫雲組建小型的「新生豫劇團」。隨著團隊成員增加及演出表現，進級改組成為留越國軍管訓總隊所屬，改名為「中州豫劇團」。（参見：富台部隊）

### 飛馬豫劇隊時期
中州豫劇團隨著撤退的中華民國國軍到臺灣以後，在中華民國國防部支持下，1953年9月25日起改歸中華民國海軍陸戰隊，名為飛馬豫劇隊，設在高雄市左營區。此時期無專門的預算編列，演出形態是以勞軍及接商業性質的公演為主，營運劇團的收入皆依靠商演。
因應演出人才所需，開設豫劇學生班。1959年，海軍陸戰隊飛馬豫劇隊在政戰系統支持下開辦學生班，1960年收第1期學生26人，培養出王海玲、劉海燕、劉海霞等；後來又辦了第2期，朱海珊原為陸光豫劇隊第1期學生班(也是最後1期)，陸光於1971年解散後即轉入飛馬豫劇隊的第2期。第1期到第3期學生藝名用字為「海」，第4期開始以「宏揚中原文化，傳承梆聲豫曲」為排名順序，豫劇科班生的最後一期為第9期(化字)。目前活躍於豫劇舞臺的蕭揚玲、鄭揚巍、高揚民(司鼓)、連宏真、林原茂、謝文琪、林文瑋、孫紫峮，及轉任幕後的郭君亮、蕭揚珍、李郁玫等人皆是豫劇科班出身。
國防部整頓軍隊劇團，飛馬豫劇隊成為唯一僅存的豫劇團。1965年，國防部打算國軍不再經營京劇以外其他戲曲劇種的表演團隊，時任飛馬豫劇隊副隊長張岫雲越級向國防部部長蔣經國力爭，讓飛馬豫劇隊成為唯一被保留下來的國軍其他戲曲劇種表演團隊，而後，張岫雲逐漸淡出隊務，在1968年退休。

### 國光劇團豫劇隊時期
再次整頓三軍劇團，所屬單位由國防部轉移至教育部。1995年，國軍不再經營戲曲表演團隊，解散的三軍京劇隊，由中華民國教育部整併為國立國光劇團。從1996年1月1日起，海軍陸戰隊飛馬豫劇隊改歸國立國光劇團，成為國立國光劇團豫劇隊。海軍陸戰隊飛馬豫劇隊最後1任隊長韋國泰軍職退伍，轉文職雇員出任隊長。此時期劇團隸屬教育部，有相關的預算編列，演出型態開始改為四大類：公演、推廣演出、應邀演出、支援演出。

### 臺灣豫劇團時期
再次轉移主管單位，從教育部轉移至文建會，再轉至文化部。2008年3月6日，中華民國教育部不再經營表演藝術團隊，豫劇隊脫離原國立國光劇團自主，改名臺灣豫劇團，與國光劇團、臺灣國樂團改隸屬行政院文化建設委員會底下的國立臺灣傳統藝術總處籌備處，為派出單位。2012年5月20日文化部成立後，改到文化部底下的國立傳統藝術中心，仍為派出單位，全名國立傳統藝術中心臺灣豫劇團。
結合周邊的左營海軍中山堂現址，組成國立傳統藝術中心下轄的高雄傳藝園區。2014年9月3日，文化部部長龍應台在左營海軍中山堂宣布，左營海軍中山堂將與臺灣豫劇團現址做整合，成為臺灣戲曲中心南館，後更名為高雄傳藝園區。

## 獎項
臺灣豫劇團曾獲行政院新聞局金鐘獎、電視金鐘獎、台新藝術獎等獎項。1991年，由公共電視錄製、宋存壽執導的電視豫劇《王月英棒打程咬金》得到行政院新聞局金鐘獎，是臺灣電視史上第一部贏得金鐘獎傳統戲劇（戲曲）獎的豫劇。2007年演出《慈禧與珍妃》經台灣公共電視錄製轉播，於2008年獲得第43屆電視金鐘獎「最佳傳統戲劇節目獎」。2011年《花嫁巫娘》獲第9屆台新藝術獎「十大表演藝術節目」。

## 歷任團長
| 團長   | 團長           | 團長           | 團長 |
| 姓名   | 就任時間       | 卸任時間       | 備註 |
| ------ | -------------- | -------------- | --- |
| 韋國泰 | 2008年3月6日   | 2008年3月19日  | 原國立國光劇團豫劇隊隊長，約聘1等團員兼代 |
| 王海玲 | 2008年3月19日  | 2008年10月28日 | 國家文藝獎得主，約聘1等團員兼代，第1位女性代理團長 |
| 詹昭榮 | 2008年10月28日 | 2009年10月15日 | 國立臺灣傳統藝術總處籌備處簡任第10職等研究員兼代 |
| 陳兆虎 | 2009年10月15日 | 2010年9月1日   | 國立臺灣傳統藝術總處籌備處簡任第12職副主任兼國光劇團代理團長兼代                                                                                               |
| 蘇桂枝 | 2010年9月1日   | 2012年8月1日   | 2010年9月1日－2012年5月20日以國立臺灣傳統藝術總處籌備處研究員兼臺灣音樂中心主任兼代，2012年5月20日至2012年8月1日以國立傳統藝術中心研究員兼臺灣音樂館館主任兼代 |
| 胡偉姣 | 2012年8月1日   | 2013年7月8日   | 原文化部簡任第11職等專門委員 |
| 陳兆虎 | 2013年7月8日   | 2013年8月1日   | 國立傳統藝術中心簡任第12職等副主任兼代 |
| 彭宏志 | 2013年8月1日   | 2024年1月15日  | 原國立傳統藝術中心國光劇團簡任10職等研究員 |
| 陳修程 | 2024年1月16日  |                | 國立傳統藝術中心簡任第12職等副主任兼代 |

## 創作人員
| 藝術總監                      | 藝術總監      | 藝術總監                                       |
| 姓名                          | 時間          | 備註                                           |
| ----------------------------- | ------------- | ---------------------------------------------- |
| 韋國泰                        | 2008年-2014年 |                                                |
| 林幸慧                        | 2014年-2017年 |                                                |
| 王海玲                        | 2018年至今    |                                                |
| 排練指導                      |               |                                                |
| 姓名                          | 時間          | 備註                                           |
| 殷青群                        | 1995年至今    |                                                |
| 朱海珊                        | 2012年1月至今 |                                                |
| 音樂指導                      |               |                                                |
| 姓名                          | 時間          | 備註                                           |
| 周以謙                        | 2023年1月至今 |                                                |
| 外聘跨界導演                  |               |                                                |
| 姓名                          | 時間          | 備註                                           |
| 林明霞                        |               | 劇場導演，執導《試妻！弒妻！》《白水》         |
| 汪其楣                        |               | 劇作家、學者、劇場導演，執導《拜月亭》         |
| 呂柏伸                        |               | 劇場導演，執導《約╱束》、《量 ‧ 度》、《天問》 |
| 林正盛                        |               | 電影導演，執導《美人尖》、《梅山春》           |
| 劉守曜                        |               | 劇場導演，執導《巾幗 ‧ 華麗緣》《飛馬行》      |
| 戴君芳                        |               | 劇場導演，執導《梅龍鎮》《觀 ‧ 音》            |
| 外聘豫劇導演(2008年以前)─中國 |               |                                                |
| 姓名                          | 時間          | 備註                                           |
| 羅雲                          |               | 中國1級導演                                    |
| 張懷奇                        |               | 中國1級導演                                    |
| 謝平安                        |               | 中國1級導演                                    |
| 外聘豫劇音樂設計─中國         |               |                                                |
| 姓名                          | 時間          | 備註                                           |
| 王基笑                        |               | 中國1級作曲                                    |
| 范立方                        |               | 中國1級作曲                                    |
| 范丹珩                        |               | 中國1級作曲                                    |
| 趙國安                        |               | 中國1級作曲                                    |
| 耿玉卿                        |               | 中國1級作曲                                    |
| 左奇偉                        |               | 中國1級作曲                                    |
| 許寶勛                        |               | 中國2級作曲                                    |
| 張廷營                        |               | 中國1級作曲                                    |

## 臺灣豫劇團公演劇目

### 新編戲
《杜蘭朵》（2000年、2009年5月、2010年2月、2011年1月）
《武后與婉兒》（2002年）
《慈禧與珍妃》（2007年、2022年）
《拜月亭》（2008年10月、11月、2009年3月）
《大腳皇后》（2009年2月）
《劉姥姥》（2009年4月）
《梆子姑娘》（2010年4月）
《花嫁巫娘》（2010年12月）
《孟麗君》（2011年11月、2012年1月、2月）
《巾幗 ‧ 華麗緣》（2013年4月、5月）
《蘭若寺》（2016年、2019年、2022年）
《飛馬行》（2016年11月）
《青春作伴杜蘭朵》（2017年）
《觀 ‧ 音》（2017年）
《武皇投簡》（2018年5月）
《龍袍》（2019年5月）
《求你騙騙我》（2023年2月）
《鏢客》（2023年5月）
《長安花》（2024年1月）

### 傳統戲
《抬花轎》（《香囊記》2008年4月、5月、2009年1月、2月、2010年4月）
《秦少游與蘇小妹》（2008年5月、2009年1月、8月、2010年2月）
《香囊記》（2009年2月、2021年）
《天女散花》（2009年5月）
《司文郎》（2009年5月）
《王魁負桂英》（2010年4月、5月、2015年5月、6月）
《王月英鬧殿》（2011年1、2月、6月、2012年1月）
《三娘》（2011年2月）
《白蛇傳》（2011年6月）
《捲蓆筒》（2012年5月）
《七品芝麻官》（2012年5月）
《新對花槍》（2016年、2021年）
《紅娘》（2020年1月）
《閻惜姣》（2020年10月）
《白蓮花》（2020年10月）
《三娘教子》（2021年10月）
《佘太君討彩禮》（2022年10月）
《陳三兩爬堂》（2022年10月）

### 實驗劇
《試妻！弒妻！》（2004年11月、2020年7月、11月）
《劉青提的地獄》（2008年）
《未來處方箋》（2019年6月，與奇巧劇團共同製作）
《白水》（2022年12月）

### 兒童及少年豫劇
《錢要搬家啦？！》
《龍宮奇緣》
《豬八戒大鬧盤絲洞》
《快打三國》（2008年4月、2022年9月）

### 豫莎劇
《約╱束》（英國莎士比亞原著，2009年9月11日英國倫敦世界首演、11月、12月。2011年4月美國華盛頓州、密西根州、麻州、賓州）
《量 ‧ 度》（英國莎士比亞原著，2012年6月）
《天問》（英國莎士比亞原著，2015年、2020年10月）

### 臺灣本土故事
《阿彌陀埤》（2008年8月、2015年）
《曹公外傳》（2008年11月）
《梅山春》（王瓊玲小說原著，2014年）
《美人尖》（王瓊玲小說原著，林正盛執導2011年4月、5月、9月、10月、11月）
《金蓮纏夢》（王瓊玲劇本，2022年5月、6月、7月、10月）

### 音樂會
《雅歌難得幾回聞～古典詩詞新曲集》（2012年12月21日，郭哲誠指揮臺灣國家國樂團）
《臺灣豫劇交響樂-永恆的生命II》系列（2015年10月10日、2016年9月11日、2022年3月23日，與南台灣交響樂團共同主辦）
《豫見繁花開》（2020年9月，郭哲誠指揮高雄市國樂團）

## 臺灣豫劇團出版品
- 《慈禧與珍妃》（2008年5月、2009年3月）
- 《拜月亭》（2009年3月）
- 《劉姥姥》（2009年3月）
- 《玲聽女人》（《武后與婉兒》、《杜蘭朵》、《田姐與莊周》2010年）
- 《約/束》（2010年12月）
- 《花嫁巫娘》（2011年12月）
- 《美人尖》（2012年12月）
- 《量 ‧ 度》（2013年3月）
- 《少年齊桓公傳奇》（2013年7月）
- 《新對花槍》（2016年12月）
- 《蘭若寺》（2016年12月）
- 豫莎劇套裝《約/束》、《量 ‧ 度》、《天問》（2017年1月）
- 《飛馬行》（2017年6月）
- 《香囊記》（2017年6月）
- 《青春作伴杜蘭朵》（2017年10月）
- 《一生只豫王海玲經典唱段選粹演唱譜》（2017年11月）
- 《一生只豫王海玲經典唱段雙專輯》（2017年11月）
- 青春作伴《杜蘭朵》中英版(二版)（2018年1月）
- 《觀 ‧ 音》（2018年11月）
- 《戲曲詠嘆調》臺灣豫劇經典唱段選粹 演唱譜（2019年4月）
- 《武皇投簡》（2019年7月）
- 《紅娘》（2020年7月）
- 《龍袍》（2020年8月）
- 《曹公外傳》（2020年12月）
- 《閻惜姣》（2020年12月）
- 《白蓮花》（2020年12月）
- 《試妻！弒妻！》（2021年9月）

## 訪談
- 財團法人中央廣播電臺／生活劇場重開機／「臺灣豫劇團」所帶來的《鏢客》／受訪者：蕭揚玲、劉建華 [2023-04-13]
- IC 之音廣播電台／打開戲箱說故事／【王海玲Ｘ劉建幗專訪】江湖因「溯時香」起波瀾，鏢客們不斷陷入多重宇宙之中 [2023-04-14]

## 参看
- 豫劇#中華民國
- 台灣戲劇#傳統戲劇表演團體

## 外部連結
- 碩士論文《國光劇團豫劇隊之經營與發展(1953-2003)》 鄭曜昌 （页面存档备份，存于）
- 视频：河南卫视《梨园春》 台湾豫剧团专场 （页面存档备份，存于）
- 臺灣豫劇團的Facebook專頁